# G d's Pee at State's End!
G_d's Pee at State's End! (estilizado como G_d's Pee AT STATE'S END!) é o sétimo álbum de estúdio da banda canadense de post-rock Godspeed You! Black Emperor, lançado em 2 de abril de 2021 pela Constellation Records.

## Antecedentes
Em agosto de 2019, a banda tocou duas novas músicas, "Glacier" e "Cliff", como parte de seus sets ao vivo pela primeira vez. Segundo comunicado da banda, o material do álbum foi gravado em outubro de 2020.
Em 2 de março de 2021, a banda lançou um vídeo com uma prévia de um minuto da primeira faixa do álbum: "A Military Alphabet (five eyes all blind) (4521.0kHz 6730.0kHz 4109.09kHz) / Job's Lament / First of the Last Glaciers / where we break how we shine (Rockets for Mary)". No dia seguinte, 3 de março de 2021, a Constellation Records anunciou o lançamento agendado de G_d's Pee at State's End! para 2 de abril de 2021. Assim como no álbum anterior da banda, Luciferian Towers, uma declaração incluindo uma lista de demandas foi divulgada com o anúncio:
- esvaziar as prisões
- tirar o poder da polícia e dá-lo aos bairros que eles aterrorizam.
- acabar com as guerras eternas e todas as outras formas de imperialismo.
- taxe os ricos até que eles fiquem empobrecidos.

Antes do lançamento do álbum, a Constellation Records enviou mais de cem discos de vinil de 10 polegadas para lojas de discos independentes como cópias de revisão, instruindo-os a "compartilhar clipes [da prévia] girando em suas lojas ou casas ou onde quer que se encontrem com um toca-discos, isolados ou não".

## Lançamento
Em 27 de março de 2021, no sábado anterior à data oficial de lançamento, a banda lançou uma transmissão ao vivo oficial do álbum na íntegra.  A música foi acompanhada por um show de Karl Lemieux e Philippe Leonard, filmado em um Cinema Imperial vazio em Montreal. As projeções em 16 mm começaram, como é característico dos shows ao vivo da banda, com a palavra "HOPE" riscada de branco sobre preto em celuloide. O show também usou filmagens de postes, tumultos e incêndios de petróleo junto com a música. Esses shows de projeção são há muito tempo um componente das apresentações ao vivo da banda, mas não haviam sido lançados oficialmente antes da transmissão ao vivo. O álbum foi lançado oficialmente em 2 de abril.

## Composição
O álbum é composto por um disco LP de 12 polegadas e um disco de 10 polegadas. Ele é composto por quatro peças, duas longas e duas curtas, uma estrutura usada nos álbuns anteriores da banda, 'Allelujah! Don't Bend! Ascend! e Luciferian Towers. Em alguns serviços de streaming (Spotify, Tidal, Amazon Music e Deezer), as faixas 1 e 3 do lançamento físico são divididas em seus movimentos individuais. Em outros serviços, como o Bandcamp, a lista de faixas dos lançamentos físicos é mantida.
O álbum utiliza gravações de sons encontrados, uma escolha estilística pela qual a banda é conhecida, mas que não estava presente em seus dois lançamentos anteriores.
O movimento de abertura do álbum, "A Military Alphabet (five eyes all blind) [4521.0kHz 6730.0kHz 4109.09kHz]", é um drone acompanhado por gravações de transmissões de rádio de ondas curtas e tiros. Um simples riff de guitarra faz a transição do primeiro movimento para o segundo, intitulado "Job's Lament". O núcleo da peça consiste em três guitarras e dois baixos da banda. O lado fecha com o movimento "where we break how we shine (ROCKETS FOR MARY)", uma gravação de pássaros cantando enquanto armas podem ser ouvidas ao fundo.
Depois da primeira longa suíte, vem "Fire at Static Valley", a primeira das duas faixas mais curtas do LP de 10 polegadas. A faixa é composta de drones, guitarras com delay, cordas e um bumbo.
O terceiro lado é a segunda grande suíte. Ele segue a forma do primeiro, também abrindo com amostras de transmissões de rádio de ondas curtas, e fechando com uma amostra de sinos de igreja tocando. Ao fazer uma resenha do álbum para o AllMusic, Paul Simpson avaliou a faixa como "facilmente a música mais extasiante e triunfante GY!BE já fez".
A última faixa e a segunda das duas mais curtas é uma peça de cordas intitulada "OUR SIDE HAS TO WIN (For D.H.)". O D.H. do título refere-se a Dirk Hugsam, o agente de turnê europeu de longa data da banda. Hugsam morreu em dezembro de 2018 e, além da dedicatória da faixa, foi elogiado pelos membros da banda no site da gravadora.

## Recepção
| Críticas profissionais | Críticas profissionais |
| Pontuações agregadas   | Pontuações agregadas   |
| Fonte                  | Avaliação              |
| ---------------------- | ---------------------- |
| Metacritic             | 82/100                 |
| Avaliações da crítica  |                        |
| Fonte                  | Avaliação              |
| AllMusic               | [ 16 ]                 |
| Clash                  | 8/10                   |
| Consequence of Sound   | B+                     |
| Exclaim!               | 7/10                   |
| The Guardian           | [ 9 ]                  |
| musicOMH               | [ 21 ]                 |
| NME                    | 8/10                   |
| Paste                  | 8.0/10                 |
| Pitchfork              | 8.1/10                 |
| Record Collector       | [ 24 ]                 |

No Metacritic, que atribui uma classificação normalizada de 100 às resenhas das principais publicações, o álbum recebeu uma pontuação média de 82 com base em 19 resenhas, indicando "aclamação universal".
Os críticos apontaram G_d's Pee, reintroduzindo gravações de sons encontrados e se afastando dos sons ambientes de Luciferian Towers, como um retorno à forma para a banda, com Ben Salmon escrevendo para a Paste: "Depois de fazer ziguezagues por um tempo, o Godspeed faz zagues (é claro) em G_d's Pee, trazendo de volta alguns dos elementos inescrutáveis que tornaram a banda tão interessante em primeiro lugar."
Patrick Clarke, da NME disse que STATE'S END é um "álbum tumultuado para tempos tumultuados, mas há um pedaço de beleza galvanizadora para cada momento de pavor esmagador. Grayson Haver Currin, da Pitchfork, retratou o álbum como sendo honesto sobre "a forma não linear do progresso, ou como vencer a guerra para construir um mundo melhor inerentemente implica em muitas perdas devastadoras", até mesmo o álbum inteiro soou "mais do que glacialmente esperançoso". Escrevendo para o The Guardian, Kitty Empire comentou que esse álbum é uma "parcela particularmente rockeira de sua franquia familiar; ainda muito acima da maioria das outras músicas que navegam sob a bandeira do post-rock". A revista britânica Record Collector deu ao álbum uma pontuação total de 5 estrelas, elogiando o álbum como "a declaração de resistência obstinada em meio ao que o GY!BE chama de nossas batalhas de 'tempos de morte'".

## Faixas
| Lançamento físico e download digital | |         |  |
| N.º                                  | Título | Duração |  |
| 1.                                   | "A Military Alphabet (five eyes all blind) (4521.0kHz 6730.0kHz 4109.09kHz) / Job's Lament / First of the Last Glaciers / where we break how we shine (Rockets for Mary)" | 20:22   |  |
| 2.                                   | "Fire at Static Valley" | 5:58    |  |
| 3.                                   | ""Government Came" (9980.0kHz 3617.1kHz 4521.0 kHz) / Cliffs Gaze / cliffs' gaze at empty waters' rise / Ashes to Sea or Nearer to Thee"                                  | 19:48   |  |
| 4.                                   | "Our Side Has to Win (for D.H.)" | 6:30    |  |
| Duração total:                       | Duração total: | 52:38   |  |

| Streaming      |                                                                                     |         |  |
| N.º            | Título                                                                              | Duração |  |
| 1.             | "A Military Alphabet (five eyes all blind) [4521.0kHz 6730.0kHz 4109.09kHz]"        | 4:35    |  |
| 2.             | "Job's Lament"                                                                      | 8:02    |  |
| 3.             | "First of the Last Glaciers"                                                        | 5:59    |  |
| 4.             | "where we break how we shine (ROCKETS FOR MARY)"                                    | 1:44    |  |
| 5.             | "Fire at Static Valley"                                                             | 5:58    |  |
| 6.             | ""GOVERNMENT CAME" (9980.0kHz 3617.1kHz 4521.0 kHz)"                                | 11:36   |  |
| 7.             | "Cliffs Gaze / cliffs' gaze at empty waters' rise / ASHES TO SEA or NEARER TO THEE" | 8:12    |  |
| 8.             | "OUR SIDE HAS TO WIN (for D.H.)"                                                    | 6:30    |  |
| Duração total: | Duração total:                                                                      | 52:38   |  |

## Pessoal
- Aidan Girt - bateria sentada e bateria em pé
- David Bryant - guitarras elétricas, MG-1
- Efrim Manuel Menuck - guitarras elétricas, OP-1, rádios
- Mauro Pezzente - baixo elétrico
- Michael Moya - guitarras elétricas
- Sophie Trudeau - violinos, órgão
- Thierry Amar - baixo elétrico e baixo vertical
- Timothy Herzog - bateria sentada e bateria em pé, glockenspiel
- Karl Lemieux - projeções em 16 mm
- Philippe Leonard - projeções em 16 mm

## Tabelas
| Tabela (2021)                            | Melhor posição |
| ---------------------------------------- | -------------- |
| Australian Albums (ARIA)                 | 87             |
| Bélgica (Ultratop Flandres)              | 28             |
| Bélgica (Ultratop Valônia)               | 133            |
| Países Baixos (Dutch Charts)             | 82             |
| Alemanha (Offizielle Deutsche Charts)    | 11             |
| Irlanda (IRMA)                           | 74             |
| Escócia (Official Scottish Albums)       | 8              |
| Espanha (PROMUSICAE)                     | 75             |
| Swedish Vinyl Albums (Sverigetopplistan) | 4              |
| Suíça (Schweizer Hitparade)              | 21             |
| Reino Unido (Official Albums Chart)      | 29             |